# Emberá-Wounaan
| Emberá-Wounaan                         | Emberá-Wounaan                             |
| -------------------------------------- | ------------------------------------------ |
| Informații generale                    |                                            |
| Nume nativ                             | Comarca Emberá-Wounaan                     |
| Țară                                   | Panama                                     |
| Fondare                                | 8 noiembrie 1983                           |
| Orașe                                  |                                            |
| - Capitală                             | Unión Chocó                                |
| - Coordonate                           | 8°32′3″N 77°32′30″V / 8.53417°N 77.54167°V |
| Suprafață                              |                                            |
| - Suprafață totală                     | 4.383,61 km2                               |
| Cel mai înalt punct                    | Cerro Tacarcuna (1.875 m)                  |
| Subdiviziuni                           |                                            |
| - Districte                            | 2                                          |
| - Corregimiente                        | 5                                          |
| Populație                              |                                            |
| - Totală                               | 10.001                                     |
| - Densitate                            | 2,3 loc./km2                               |
| Fus orar                               | UTC−5                                      |
| ISO 3166-2                             | PA-EM                                      |
| Amplasarea de Emberá-Wounaan în Panama |                                            |

Emberá-Wounaan este un teritoriu al Republicii Panama și se află în estul a țării. Teritoriu are o suprafață de 4.383,61 km km2 și o populație de peste 10.000 de locuitori. În teritoriul trăiesc două popoare indigene, Embera și Wounaan în mod tradițional.

## Geografie
Teritoriul Emberá-Wounaan este împărțită în două părți, partea vestică fiind o enclavă în provincia Darién. Partea estică se învecinează la nord-vest, la vest și la sud cu provincia Darién, la nord-est cu teritoriul Guna Yala și la sud-est cu Columbia. Capitala provinciei este Unión Chocó în districtul Cémaco.

### Arii protejate
- Parque Nacional Darién

Parque Nacional Darién (Parcul Național Darién) se extinde pe o suprafață de 597.000 în provincia Darién și teritoriul Emberá-Wounaan, fiind cel mai mare parc național din America Centrală. Pe suprafața parcului trăiesc și popoare indigene, precum Emberá și Guna. Parcul a fost fondat pe 27 septembrie 1980 și a fost înscris în 1981 pe lista patrimoniului natural mondial UNESCO.

## Districte
Teritoriul Emberà-Wounaan este împărțită în 2 districte (distritos) cu 5 corregimiente (corregimientos; subdiviziune teritorială, condusă de un corregidor).
| District          | Suprafață [km2] | Corregimient                                  | Cabecera (Reședință) |
| ----------------- | --------------- | --------------------------------------------- | -------------------- |
| Districtul Cémaco | 3.089           | Cirilo Guainora, Lajas Blancas, Manuel Ortega | Unión Chocó          |
| Districtul Sambú  | 1.294           | Río Sábalo, Jingurudó                         | Puerto Indio         |

## Galerie de imagini

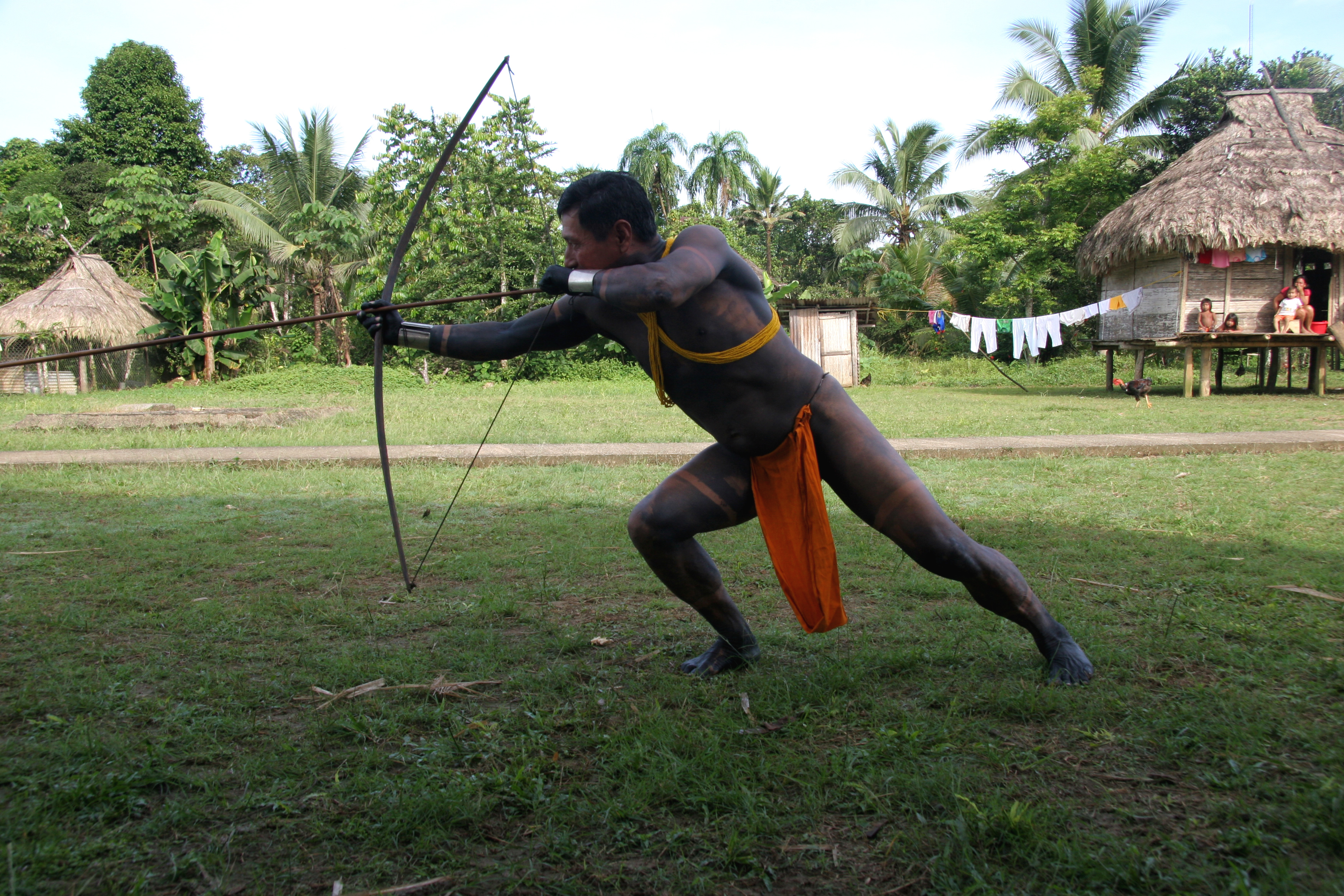
Embera cu un arc
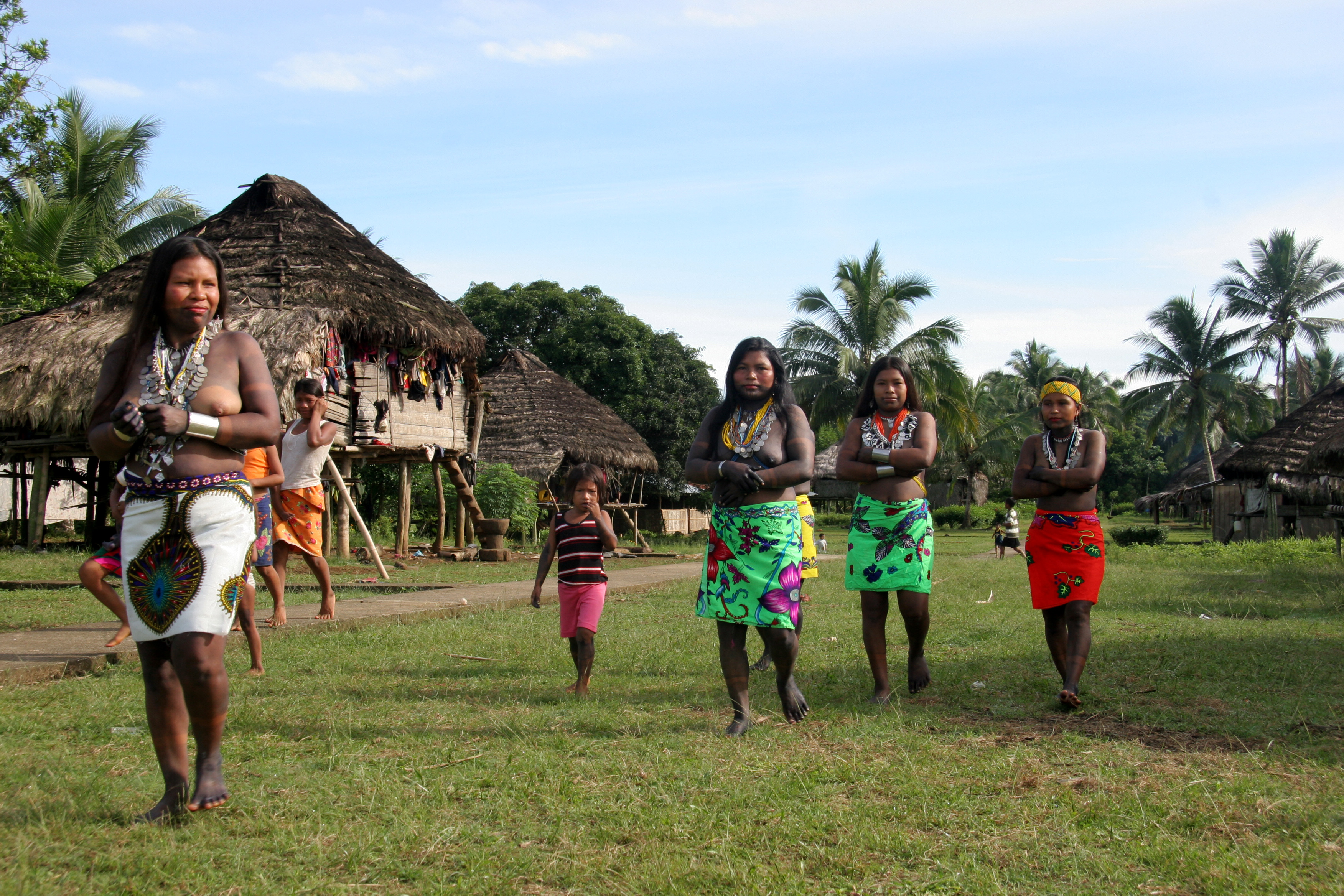
Embera îmbrăcate pentru un dans
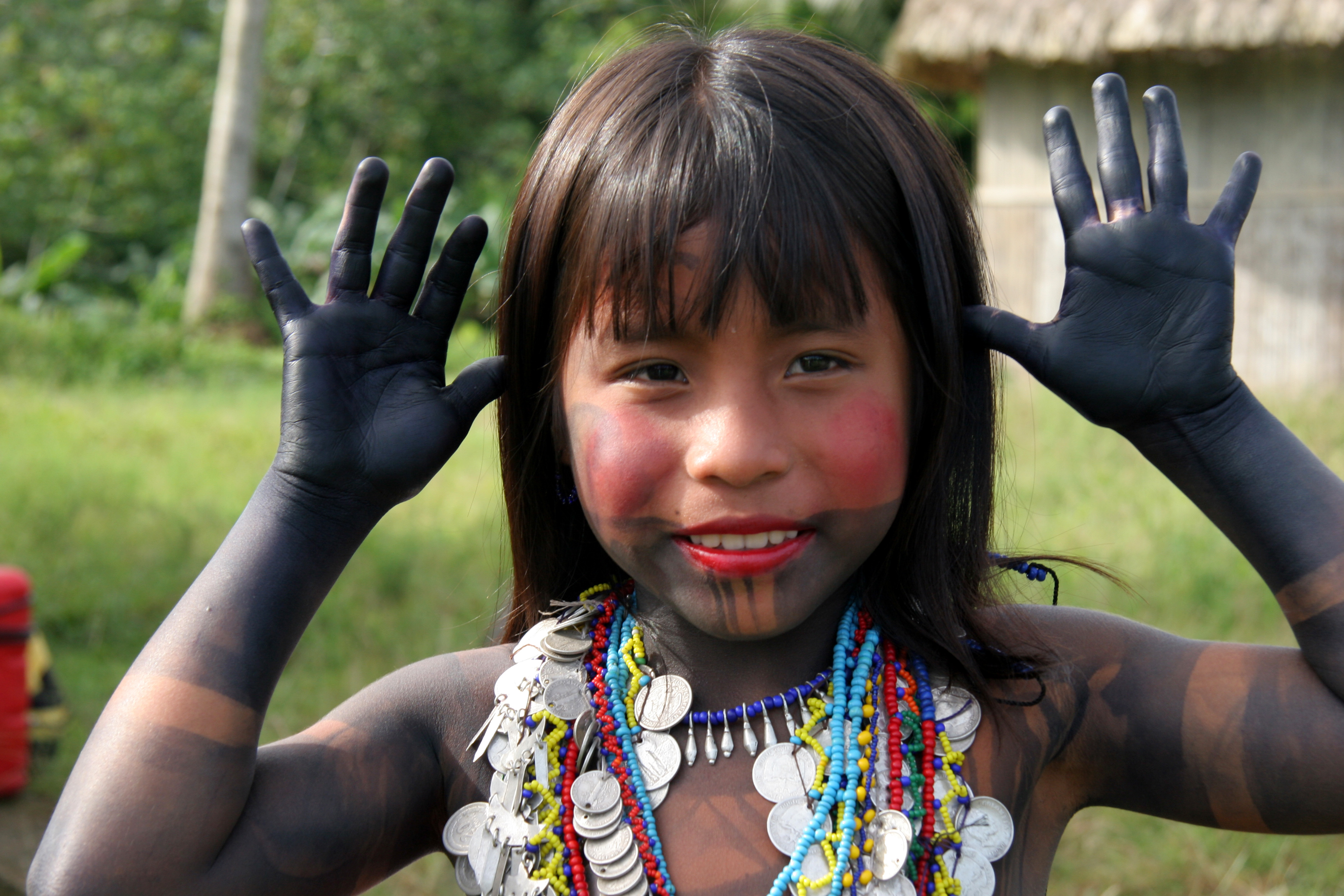
Fată